# 니시맛토역
니시맛토역(일본어: 西松任駅)은 일본 이시카와현 하쿠산시에 있는 IR 이시카와 철도의 철도역이다, 2024년 3월 16일 호쿠리쿠 신칸센 연장과 동시에 개업한 역이다

## 역 구조
상대식 2면 2선 구조의 지상역이다.

### 승강장
| 1 | ■ IR 이시카와 철도선 | 상행 | 가나자와 방면        |
| 2 | ■ IR 이시카와 철도선 | 하행 | 고마쓰 · 후쿠이 방면 |

## 역사
- 2024년 3월 16일: 호쿠리쿠 신칸센 가나자와역 ~ 쓰루가역 연장 개통에 따른 IR 이시카와 철도로 이관과 동시에 개업.[1]

## 인접역
| IR 이시카와 철도 ■ IR 이시카와 철도선 | IR 이시카와 철도 ■ IR 이시카와 철도선 | IR 이시카와 철도 ■ IR 이시카와 철도선 |
| ------------------------------------- | ------------------------------------- | ------------------------------------- |
| 가가카사마 다이쇼지 방면              | 보통                                  | 맛토 구리카라 방면                    |